# Bedford (New York, város)
Bedford város az USA New York államában, Westchester megyében. Lakosainak száma 17 309 fő (2020. április 1.).

## Népesség
A település népességének változása:

| 2010 | 17 335 |
| 2020 | 17 309 |